# Melanodendron
Melanodendron is een bomengeslacht uit de composietenfamilie (Asteraceae). Het geslacht is monotypisch en telt een soort die voorkomt op Sint-Helena.

## Soorten
- Melanodendron integrifolium DC.